# 黄石高原
黃石高原（英語：Yellowstone Plateau Volcanic Field），也被稱為黃石超級火山或黃石火山，是一座複雜的火山、火山高原和火山場，同時也是一個受遊客歡迎的景點。其海拔為3,143公尺。黃石高原主要位於美國西部懷俄明州，但也延伸到愛達荷州和蒙大拿州。

## 概述
黃石高原經歷了三個火山週期，歷時兩百萬年，其中包括一些世界上已知最大的火山噴發。大約200萬年前，超過2,500平方公里（970平方英里）的哈克貝利嶺凝灰岩噴發，形成了超過75公里（47英里）長的島嶼公園火山口。第二個週期隨著大約130萬年前梅薩瀑布凝灰岩的噴發而結束，在第一個火山口的西端形成了25公里（16英里）寬的亨利叉火山口。隨後火山活動轉移到現在的黃石高原，並於630,000年前隨著多於1,000平方公里（390平方英里）的熔岩溪凝灰岩之噴發而達到頂峰並形成了現在45公里×75公里（28英里×47英里）大小的火山口。同時火山口的東北側和西南側都出現了隆起，並且在150,000至70,000年前發生了面積達1,000平方公里（390平方英里）的火山口內流紋岩熔岩流。全新世早期發生了潛水蒸氣噴發。該火山口目前擁有世界上最大的熱液系統之一，其中包括世界上最大的間歇泉集中處。黃石高原的大部分位於黃石國家公園內。